# Dikowmyia
Dikowmyia is een vliegengeslacht uit de familie van de roofvliegen (Asilidae).

## Soorten
- D. mediorus Londt, 2002